# گل شیر (افسریه)
گل شیر (افسریه)، روستایی از توابع بخش جوکار شهرستان ملایر در استان همدان ایران است.

## جمعیت
این روستا در دهستان جوکار قرار دارد و براساس سرشماری مرکز آمار ایران در سال ۱۳۸۵، جمعیت آن ۷۱ نفر (۲۳ خانوار) بوده‌است.
مردم این روستا به زبان لری با لهجه ملایری سخن می گویند. 